# ワユ語
ワユ語（ワユご、Wayu）またはワユウ語（ワユウご、Wayuu、Wayúu; ワユ語: Wayuunaiki）はワユ族の人々により話されている言語である。ワユ族はコロンビア北部およびベネズエラ北部のグアヒーラ半島に居住する先住民族である。

## 言語名別称
ゴアヒロ語（Goajiro）、グワヒラ語（Guajira）、グァヒロ語やグアヒロ語（Guajiro）、ワヒロ語（Wahiro）とも呼ばれる。

## 系統
アラワク語族に属するが、このうち特に系統的に近いのはアラワク語、ガリフナ語、タイノ語などである。

## 音論

### 分節音素
子音は以下の通りである。左側はマンセン論文における表記で、括弧内は同じ論文における各音素の記述と対応する、2015年度版のIPAによる表記である。後者には、č という無声歯茎硬口蓋閉鎖音に厳密に対応する表記は存在しない。マンセンはそのはじき音やふるえ音（vibrants を以下のように「単純な」もの（/ř/）と「多重の」もの（/r̃/）とに分類している。
|                                      | 両唇音（Bilabial） | 歯・歯茎音（Dental-Alveolar） | 硬口蓋音（Palatal） | 軟口蓋音（Velar） | 声門音（Glottal） |
| ------------------------------------ | ------------------ | ----------------------------- | ------------------- | ----------------- | ----------------- |
| 閉鎖音（Stops）                      | p [p]              | t [t̪]                         | č                   | k [k]             | ˀ [ʔ]             |
| 摩擦音（Spirants）                   |                    | s [s]                         | š [ʃ]               |                   | h [h]             |
| 鼻音（Nasals）                       | m [m]              | n [n̪]                         | ñ [ɲ]               |                   |                   |
| はじき音やふるえ音（Vibrants (en) ） |                    | ř, r̃                          |                     |                   |                   |
| 半母音（Semivowels）                 | w [w]              |                               | y [j]               |                   |                   |

子音が15種類というのは、Maddieson (2013a) によれば世界の様々な言語を比較した場合、少ない部類に入る。
マンセンにおける 母音の内訳は以下の通りである。
|    | 前舌 | 中舌 | 後舌 |
| -- | ---- | ---- | ---- |
| 高 | i    | ɨ    | u    |
| 低 | e    | a    | o    |

母音の質が6種類であるというのは、Maddieson (2013b) によれば世界の様々な言語を比較した場合、平均的な部類である。

### 超分節音素
マンセンの論では、強勢は強さよりも高いピッチの方が主要な構成要素であるとされている。

## 文法

### 統語論

#### 語順
VSO型である。